# Sound of Christmas
Sound of Christmas — студійний альбом американського джазового тріо піаніста Рамсі Льюїса, випущений у 1961 році лейблом Argo.

## Опис
Цей приємний, хоча досить короткий (29 хвилин) різдвяний джазовий альбом первісно був доволі популярним. На цій платівці, яка була перевидана у 1982 році на LP, тріо Рамсі Льюїса (у складі якого піаніст/керівник гурту, контрабасист Елді Янг та ударник Ред Голт) виконує десять різдвяних пісень, на п'яти з яких додана секція струнних з аранжуванням Райлі Гемптона. Виконання таких композицій як «Winter Wonderland», «Santa Claus Is Coming to Town», «Sleigh Ride» і «Christmas Blues» Льюїса веселе і мелодичне.
У 1964 році Льюїс записав ще один різдвяний альбом More Sounds of Christmas.

## Список композицій
1. «Merry Christmas Baby» (Чарльз Браун) — 4:00
2. «Winter Wonderland» (Річард Б. Сміт, Фелікс Бернард) — 2:11
3. «Santa Claus Is Coming to Town» (Гейвен Гіллеспі, Дж. Фред Кутс) — 2:25
4. «Christmas Blues» (Рамсі Льюїс) — 2:48
5. «Here Comes Santa Claus» (Джин Отрі, Оуклі Олдермен) — 2:38
6. «The Sound of Christmas» (Рамсі Льюїс, Райлі Гемптон) — 2:17
7. «The Christmas Song» (Мел Торме, Роберт Веллс) — 3:18
8. «God Rest Ye Merry Gentlemen» (аранж. Рамсі Льюїс) — 3:15
9. «Sleigh Ride» (Лерой Андерсон, Мітчелл Періш) — 2:55
10. «What Are You Doing New Year's Eve?» (Френк Лессер) — 3:27

## Учасники запису
- Рамсі Льюїс — фортепіано
- Ел Ді Янг — контрабас
- Ред Голт — ударні
- Ейб Мельтцер, Девід Чосоу, Еміль Подсада, Гарольд Куппер, Ірвінг Каплан, Карл Фру, Леонард Чосоу, Оскар Чосоу, Сол Бобров, Теодор Сілавін — струнні (6—10)
- Райлі Гемптон — аранжування струнних (6—10), диригування оркестром (6—10)

Технічний персонал
- Ральф Басс — продюсер
- Рон Мало — інженер
- Дон Бронстейн — дизайн [обкладинка]
- Garrett-Howard — фотографія [обкладинка]
- Нельсон Ноубл — текст